# Calcio ai Giochi della XXX Olimpiade - Torneo maschile

## Formula
Le sedici squadre vengono divise in quattro gironi all'italiana di quattro squadre ciascuno.
Le prime due classificate di ogni girone si qualificano per la fase ad eliminazione diretta, composta da quarti di finale, semifinali, finale per il 3º posto e per il 1º posto.

## Squadre partecipanti
| Pr. | Squadra             | Data di qualificazione certa | Confed.  | Partecipante in quanto                                              | Ultima presenza |
| --- | ------------------- | ---------------------------- | -------- | ------------------------------------------------------------------- | --------------- |
| 1   | Gran Bretagna       | 6 luglio 2005                | 1        | Rappresentativa della nazione organizzatrice del torneo             | Roma 1960       |
| 2   | Brasile             | 12 febbraio 2011             | CONMEBOL | Vincitrice del Campionato sudamericano di calcio Under-20 2011      | Pechino 2008    |
| 3   | Uruguay             | 12 febbraio 2011             | CONMEBOL | 2ª classificata nel Campionato sudamericano di calcio Under-20 2011 | Amsterdam 1928  |
| 4   | Spagna              | 25 giugno 2011               | UEFA     | Vincitrice del Campionato europeo di calcio Under-21 2011           | Sydney 2000     |
| 5   | Svizzera            | 25 giugno 2011               | UEFA     | 2ª classificata nel Campionato europeo di calcio Under-21 2011      | Amsterdam 1928  |
| 6   | Bielorussia         | 25 giugno 2011               | UEFA     | 3ª classificata nel Campionato europeo di calcio Under-21 2011      | Esordiente      |
| 7   | Gabon               | 10 dicembre 2011             | CAF      | Vincitrice del Campionato africano di calcio Under-23 2011          | Esordiente      |
| 8   | Marocco             | 10 dicembre 2011             | CAF      | 2ª classificata nel Campionato africano di calcio Under-23 2011     | Atene 2004      |
| 9   | Egitto              | 10 dicembre 2011             | CAF      | 3ª classificata nel Campionato africano di calcio Under-23 2011     | Barcellona 1992 |
| 10  | Nuova Zelanda       | 25 marzo 2012                | OFC      | Vincitrice del torneo di qualificazione                             | Pechino 2008    |
| 11  | Corea del Sud       | 29 marzo 2012                | AFC      | 1ª classificata nel gruppo A di qualificazione                      | Pechino 2008    |
| 12  | Emirati Arabi Uniti | 29 marzo 2012                | AFC      | 1ª classificata nel gruppo B di qualificazione                      | Esordiente      |
| 13  | Giappone            | 29 marzo 2012                | AFC      | 1ª classificata nel gruppo C di qualificazione                      | Pechino 2008    |
| 14  | Messico             | 10 ottobre 2009              | CONCACAF | Vincitrice del torneo di qualificazione                             | Atene 2004      |
| 15  | Honduras            | 10 ottobre 2009              | CONCACAF | 2ª classificata nel torneo di qualificazione                        | Pechino 2008    |
| 16  | Senegal             | 10 ottobre 2009              | CAF      | Vincitrice dello spareggio di qualificazione AFC-CAF                | Esordiente      |

## Sorteggio dei gruppi
Il sorteggio per stabilire i gruppi della fase eliminatoria è avvenuto a Londra il 24 aprile 2012.
Nelle quattro urne erano contenute le squadre dello stesso continente: nella prima sono finite le nazionali europee, nella seconda quelle americane, nella terza quelle asiatiche e oceaniane ed infine nella quarta quelle africane.
Regno Unito, Messico, Brasile e Spagna sono state scelte come teste di serie e sono state inserite rispettivamente nei gruppi A, B, C e D.
La composizione delle urne è stata quindi quella qui di seguito riportata.
| Urna 1                                              | Urna 2                                     | Urna 3                                                   | Urna 4                       |
| --------------------------------------------------- | ------------------------------------------ | -------------------------------------------------------- | ---------------------------- |
| Gran Bretagna (A1) Spagna (D1) Svizzera Bielorussia | Brasile (C1) Uruguay Messico (B1) Honduras | Giappone Corea del Sud Emirati Arabi Uniti Nuova Zelanda | Egitto Marocco Gabon Senegal |

Il sorteggio ha determinato i quattro gruppi riportati qui di seguito.
| Gruppo A            | Gruppo B      | Gruppo C      | Gruppo D |
| ------------------- | ------------- | ------------- | -------- |
| Gran Bretagna       | Messico       | Brasile       | Spagna   |
| Senegal             | Corea del Sud | Egitto        | Giappone |
| Emirati Arabi Uniti | Gabon         | Bielorussia   | Honduras |
| Uruguay             | Svizzera      | Nuova Zelanda | Marocco  |

## Arbitri
Qui di seguito è riportato l'elenco delle sedici terne ufficialmente selezionate, divise per confederazione di appartenenza.
La lista è stata pubblicata dalla FIFA il 19 aprile 2012.
| Confederazione | Arbitri           | Assistenti             | Assistenti         |
| -------------- | ----------------- | ---------------------- | ------------------ |
| AFC            | Ravshan Irmatov   | Abdukhamidullo Rasulov | Bakhadyr Kochkarov |
| AFC            | Yūichi Nishimura  | Toru Sagara            | Toshiyuki Nagi     |
| AFC            | Ben Williams      | Matthew Cream          | Hakan Anaz         |
| CAF            | Bakary Gassama    | Jason Damoo            | Angesom Ogbamariam |
| CAF            | Slim Jedidi       | Bechir Hassani         | Sherif Hassan      |
| CONCACAF       | Roberto García    | José Luis Camargo      | Alberto Morín      |
| CONCACAF       | Mark Geiger       | Mark Hurd              | Joe Fletcher       |
| CONMEBOL       | Raúl Orosco       | Efraín Castro          | Arol Valda         |
| CONMEBOL       | Wilmar Roldán     | Humberto Clavijo       | Eduardo Díaz       |
| CONMEBOL       | Juan Soto         | Jorge Urrego           | Carlos López       |
| OFC            | Peter O'Leary     | Jan-Hendrik Hintz      | Ravenish Kumar     |
| UEFA           | Felix Brych       | Mark Borsch            | Stefan Lupp        |
| UEFA           | Mark Clattenburg  | Stephen Child          | Simon Beck         |
| UEFA           | Pavel Královec    | Martin Wilczek         | Antonín Kordula    |
| UEFA           | Svein Oddvar Moen | Kim Haglund            | Frank Andas        |
| UEFA           | Gianluca Rocchi   | Elenito Di Liberatore  | Gianluca Cariolato |

## Convocazioni
Il regolamento prevede rose di diciotto giocatori Under-23, con un massimo di tre giocatori "fuori quota" nati prima del 1º gennaio 1989.

## Fase a gironi

### Girone A

#### Classifica finale
| Pos. | Squadra             | Pt | G | V | N | P | GF | GS | DR |
| ---- | ------------------- | -- | - | - | - | - | -- | -- | -- |
| 1.   | Gran Bretagna       | 7  | 3 | 2 | 1 | 0 | 5  | 2  | +3 |
| 2.   | Senegal             | 5  | 3 | 1 | 2 | 0 | 4  | 2  | +2 |
| 3.   | Uruguay             | 3  | 3 | 1 | 0 | 2 | 2  | 4  | -2 |
| 4.   | Emirati Arabi Uniti | 1  | 3 | 0 | 1 | 2 | 3  | 6  | -3 |

#### Risultati
| Arbitro: | O'Leary |

|           |           |                         |
| Matar 23’ | Marcatori | 42’ Ramírez 56’ Lodeiro |

| Arbitro: | Ermatov |

|             |           |            |
| Bellamy 20’ | Marcatori | 82’ Konaté |

| Arbitro: | Brych |

|                 |           |  |
| Konaté 10’, 37’ | Marcatori |  |

| Arbitro: | García |

|                                      |           |          |
| Giggs 16’ Sinclair 73’ Sturridge 76’ | Marcatori | 60’ Eisa |

| Arbitro: | Moen |

|            |           |           |
| Konaté 49’ | Marcatori | 21’ Matar |

| Arbitro: | Nishimura |

|               |           |  |
| Sturridge 46’ | Marcatori |  |

### Girone B

#### Classifica finale
| Pos. | Squadra       | Pt | G | V | N | P | GF | GS | DR |
| ---- | ------------- | -- | - | - | - | - | -- | -- | -- |
| 1.   | Messico       | 7  | 3 | 2 | 1 | 0 | 3  | 0  | +3 |
| 2.   | Corea del Sud | 5  | 3 | 1 | 2 | 0 | 2  | 1  | +1 |
| 3.   | Gabon         | 2  | 3 | 0 | 2 | 1 | 1  | 3  | -2 |
| 4.   | Svizzera      | 1  | 3 | 0 | 1 | 2 | 2  | 4  | -2 |

#### Risultati
| Newcastle 26 luglio 2012, ore 14:30 UTC+1 | Messico | 0 – 0 referto | Corea del Sud | St James' Park (15748 spett.)\| Arbitro: \| Jedidi \| |
| Arbitro:                                  | Jedidi  |               |               |                                                       |

| Arbitro: | Roldán |

|                |           |                   |
| Aubameyang 45’ | Marcatori | 5’ (rig.) Mehmedi |

| Arbitro: | Williams |

|                              |           |  |
| dos Santos 63’, 90+2’ (rig.) | Marcatori |  |

| Arbitro: | Orosco |

|                                     |           |              |
| Park Chu-young 57’ Kim Bo-kyung 64’ | Marcatori | 60’ Emeghara |

| Arbitro: | Ermatov |

|             |           |  |
| Peralta 69’ | Marcatori |  |

| Londra 1º agosto 2012, ore 17:00 UTC+1 | Corea del Sud | 0 – 0 referto | Gabon | Wembley (76927 spett.)\| Arbitro: \| Královec \| |
| Arbitro:                               | Královec      |               |       |                                                  |

### Girone C

#### Classifica finale
| Pos. | Squadra       | Pt | G | V | N | P | GF | GS | DR |
| ---- | ------------- | -- | - | - | - | - | -- | -- | -- |
| 1.   | Brasile       | 9  | 3 | 3 | 0 | 0 | 9  | 3  | +6 |
| 2.   | Egitto        | 4  | 3 | 1 | 1 | 1 | 6  | 5  | +1 |
| 3.   | Bielorussia   | 3  | 3 | 1 | 0 | 2 | 3  | 6  | -3 |
| 4.   | Nuova Zelanda | 1  | 3 | 0 | 1 | 2 | 1  | 5  | -4 |

#### Risultati
| Arbitro: | Gassama |

|            |           |  |
| Baha 45+1’ | Marcatori |  |

| Arbitro: | Rocchi |

|                                          |           |                          |
| Rafael 16’ Leandro Damião 26’ Neymar 30’ | Marcatori | 52’ Aboutreika 76’ Salah |

| Arbitro: | Clattenburg |

|           |           |          |
| Salah 40’ | Marcatori | 17’ Wood |

| Arbitro: | Nishimura |

|                                 |           |            |
| Pato 15’ Neymar 65’ Oscar 90+3’ | Marcatori | 8’ Bressan |

| Arbitro: | Gassama |

|                                          |           |  |
| Danilo 23’ Leandro Damião 29’ Sandro 52’ | Marcatori |  |

| Arbitro: | García |

|                                     |           |              |
| Salah 56’ Mohsen 73’ Aboutreika 79’ | Marcatori | 87’ Varankoŭ |

### Girone D

#### Classifica finale
| Pos. | Squadra  | Pt | G | V | N | P | GF | GS | DR |
| ---- | -------- | -- | - | - | - | - | -- | -- | -- |
| 1.   | Giappone | 7  | 3 | 2 | 1 | 0 | 2  | 0  | +2 |
| 2.   | Honduras | 5  | 3 | 1 | 2 | 0 | 3  | 2  | +1 |
| 3.   | Marocco  | 2  | 3 | 0 | 2 | 1 | 2  | 3  | -1 |
| 4.   | Spagna   | 1  | 3 | 0 | 1 | 2 | 0  | 2  | -2 |

#### Risultati
| Arbitro: | Královec |

|                          |           |                        |
| Bengtson 56’, 65’ (rig.) | Marcatori | 39’ Barrada 67’ Labyad |

| Arbitro: | Geiger |

|  |           |          |
|  | Marcatori | 34’ Ōtsu |

| Arbitro: | Moen |

|           |           |  |
| Nagai 84’ | Marcatori |  |

| Arbitro: | Soto |

|  |           |             |
|  | Marcatori | 7’ Bengtson |

| Coventry 1º agosto 2012, ore 17:00 UTC+1 | Giappone | 0 – 0 referto | Honduras | City of Coventry Stadium (25862 spett.)\| Arbitro: \| Jedidi \| |
| Arbitro:                                 | Jedidi   |               |          |                                                                 |

| Manchester 1º agosto 2012, ore 17:00 UTC+1 | Spagna   | 0 – 0 referto | Marocco | Old Trafford (35973 spett.)\| Arbitro: \| Williams \| |
| Arbitro:                                   | Williams |               |         |                                                       |

## Fase a eliminazione diretta

### Tabellone
|  | Quarti di finale    | Quarti di finale |               |          | Semifinali                | Semifinali                |  |  | Finale    | Finale |
|  |                     |                  |               |          |                           |                           |  |  |           |        |
|  | 4 agosto            |                  |               |          |                           |                           |  |  |           |        |
|  |                     |                  |               |          |                           |                           |  |  |           |        |
|  | Gran Bretagna       | 1 (4)            |               |          |                           |                           |  |  |           |        |
|  | Gran Bretagna       | 1 (4)            | 7 agosto      |          |                           |                           |  |  |           |        |
|  | Corea del Sud (dtr) | 1 (5)            |               |          |                           |                           |  |  |           |        |
|  | Corea del Sud (dtr) | 1 (5)            | Corea del Sud | 0        |                           |                           |  |  |           |        |
|  | 4 agosto            |                  | Corea del Sud | 0        |                           |                           |  |  |           |        |
|  |                     | Brasile          | 3             |          |                           |                           |  |  |           |        |
|  | Brasile             | Brasile          | 3             | 3        |                           |                           |  |  |           |        |
|  | Brasile             |                  | 11 agosto     | 3        |                           |                           |  |  |           |        |
|  | Honduras            | 2                |               |          |                           |                           |  |  |           |        |
|  | Honduras            | 2                | Brasile       | 1        |                           |                           |  |  |           |        |
|  | 4 agosto            |                  | Brasile       | 1        |                           |                           |  |  |           |        |
|  |                     | Messico          | 2             |          |                           |                           |  |  |           |        |
|  | Messico (dts)       | Messico          | 2             | 4        |                           |                           |  |  |           |        |
|  | Messico (dts)       | 7 agosto         |               | 4        |                           |                           |  |  |           |        |
|  | Senegal             | 2                |               |          |                           |                           |  |  |           |        |
|  | Senegal             | 2                | Messico       | 3        | Finale per il terzo posto | Finale per il terzo posto |  |  |           |        |
|  | 4 agosto            |                  | Messico       | 3        | Finale per il terzo posto | Finale per il terzo posto |  |  |           |        |
|  |                     | Giappone         | 1             |          |                           |                           |  |  |           |        |
|  | Giappone            | Giappone         | 1             | 3        | Corea del Sud             | 2                         |  |  |           |        |
|  | Giappone            |                  |               | 3        | Corea del Sud             | 2                         |  |  |           |        |
|  | Egitto              | 0                |               | Giappone | 0                         |                           |  |  |           |        |
|  | Egitto              | 0                |               |          | 0                         |                           |  |  |           |        |
|  |                     |                  |               |          |                           |                           |  |  | 10 agosto |        |
|  |                     |                  |               |          |                           |                           |  |  |           |        |

### Quarti di finale
| Arbitro: | Geiger |

|                                |           |  |
| Nagai 14’ Yoshida 78’ Otsu 83’ | Marcatori |  |

| Arbitro: | Clattenburg |

|                                                     |           |                      |
| Enríquez 10’ Aquino 62’ dos Santos 98’ Herrera 109’ | Marcatori | 69’ Konaté 76’ Baldé |

| Arbitro: | Brych |

|                                           |           |                           |
| Leandro Damião 38’, 60’ Neymar 50’ (rig.) | Marcatori | 12’ Martínez 48’ Espinoza |

| Arbitro: | Roldán |

|                                         |                      |                                                                       |
| Ramsey 36’ (rig.)                       | Marcatori            | 29’ Ji Dong-won                                                       |
| Ramsey Cleverley Dawson Giggs Sturridge | Tiri di rigore 4 – 5 | Koo Ja-cheol Baek Sung-dong Hwang Seok-ho Park Jong-woo Ki Sung-yueng |

### Semifinali
| Arbitro: | Rocchi |

|                                     |           |          |
| Fabián 31’ Peralta 65’ Cortés 90+3’ | Marcatori | 12’ Ōtsu |

| Arbitro: | Královec |

|  |           |                                    |
|  | Marcatori | 38’ Rômulo 57’, 64’ Leandro Damião |

### Finale per il 3º posto
| Arbitro: | Ravshan Ermatov |

|                                     |           |  |
| Park Chu-young 38’ Koo Ja-cheol 57’ | Marcatori |  |

### Finale
| Arbitro: | Clattenburg |

| |              | |
| Hulk 90+1’ | Marcatori    | 1’, 75’ Peralta |
| · Gabriel · 85’ Rafael · Thiago Silva (c) · Juan Jesus · 42’ Marcelo · Oscar · Rômulo · 71’ Sandro · 32’ Alex Sandro · Leandro Damião · Neymar | Formazioni   | · Corona (c) · I. Jiménez 58’ 81’ · Mier · Reyes 46’ · Chávez · Salcido · Enríquez · Aquino 57’ · Herrera · Fabián · Peralta 86’ |
| · 32’ Hulk · 71’ Pato · 85’ Lucas | Sostituzioni | · Ponce 57’ · Vidrio 81’ 89’ · R. Jiménez 86’                                                                                    |
| Mano Menezes | Allenatori   | Luis Tena |

## Podio
| 2º posto Brasile | Campione olimpico di calcio maschile Messico 1º titolo | 3º posto Corea del Sud |

## Classifica marcatori
6 reti
- Leandro Damião

5 reti
- Konaté

4 reti
- Peralta

3 reti
- Neymar (1 rigore)
- Salah
- Bengtson (1 rigore)
- Otsu
- dos Santos (1 rigore)

2 reti
- Park Chu-Young
- Aboutreika
- Matar
- Nagai
- Sturridge

1 rete
- Baha
- Renan Bressan
- Varankoŭ
- Danilo
- Hulk
- Oscar
- Pato
- Rafael
- Rômulo
- Sandro
- Ji Dong-Won
- Kim Bo-Kyung
- Koo Ja-Cheol
- Mohsen
- Eisa
- Espinoza
- Martínez
- Aubameyang
- Yoshida
- Barrada
- Labyad

- Aquino
- Cortés
- Enríquez
- Fabián
- Herrera
- Wood
- Bellamy
- Giggs
- Ramsey (1 rigore)
- Sinclair
- Baldé
- Emeghara
- Mehmedi (1 rigore)
- Lodeiro
- Ramírez

## Premio Fair Play FIFA
Giappone